# Шпалери (у програмному забезпеченні)

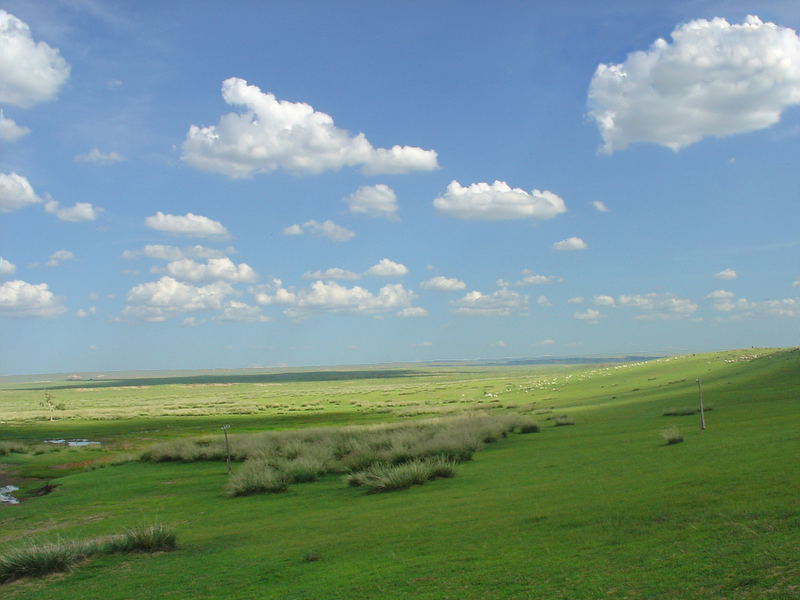
Комп'ютерні шпалери — пасовище Внутрішньої Монголії

Шпале́ри або фон (також відомі як шпалери для робочого столу, фон робочого столу, картинка робочого столу або зображення робочого столу на комп'ютерах) — це цифрове зображення (фото, малюнок і т. д.), що використовується в якості декоративного фону графічного призначеного для користувача інтерфейсу на екрані комп'ютера, смартфона чи іншого електронного пристрію. На комп'ютері шпалери зазвичай використовуються на робочому столі, тоді як на мобільному телефоні вони служать фоном для домашнього екрану. Хоча більшість пристроїв мають фонове зображення за замовчуванням, сучасні пристрої зазвичай дозволяють користувачам вручну змінювати фонове зображення.
Термін «шпалери» використовувався в Microsoft Windows до Windows Vista (де його називають «фоном робочого столу»), тоді як macOS позначає його як «зображення робочого столу». У старих системах, які дозволяли встановлювати малі повторювані шаблони як фонові зображення, використовувався термін шаблон робочого столу.

## Історія
X Window System була однією з ранніх систем, що включала підтримку довільного зображення як шпалери за допомогою програми xsetroot, яка принаймні ще до випуску X10R3 в 1985 році могла викласти на екран будь-який суцільний колір або будь-яке бінарне зображення X BitMap файл. У 1989 році була випущена безкоштовна програма під назвою xgifroot, яка дозволяла використовувати як шпалери довільне кольорове зображення GIF, а в тому ж році вийшла безкоштовна програма xloadimage, яка могла відображати різноманітні формати зображень (включаючи кольорові зображення в Sun Rasterfile формат) як тло робочого столу. Згодом було випущено низку програм, які додали підтримку шпалер для додаткових форматів зображень та інших функцій, таких як програма xpmroot (випущена в 1993 році як частина FVWM) та програмне забезпечення Xv (випущена в 1994 році).
Оригінальна операційна система Macintosh дозволяла вибирати лише 8×8-піксельні бінарні візерунки; можливість використання дрібних кольорових візерунків була додана в Системі 5 в 1987 р.. Mac OS 8 у 1997 році була першою версією Macintosh, яка включала вбудовану підтримку використання довільних зображень як зображень на робочому столі, а не невеликих повторюваних шаблонів.
Windows 3.0 у 1990 році стала першою версією Microsoft Windows, яка отримала підтримку налаштування шпалер, і для цієї функції використовувався термін «шпалери». Хоча Windows 3.0 постачався лише з 7 маленькими візерунками (2 чорно-білі та 5 16-кольорових), користувач міг надавати інші зображення у форматі файлу BMP із 8-бітним кольором (хоча теоретично система могла обробляти 24-бітові кольорові зображення, вона робила це, переклавши їх у 8-бітову палітру) щоб забезпечити подібні функції шпалер, яких не було б у цих системах. Функція шпалер була додана в бета-версію OS/2 2.0 в 1991 році.
Завдяки широкому використанню персональних комп'ютерів деякі шпалери стали надзвичайно впізнаваними та набули знакового культурного статусу. Блаженство, за замовчуванням шпалери Microsoft Windows XP стали найбільш перегляданими фотографіями 2000-х.

## Анімовані фони

Анімовані шпалери за допомогою Wallpaper Engine у Windows 10

Анімовані фони (іноді їх називають живими фонами або динамічними фонами) відносяться до шпалер, які мають рухоме зображення або 2D / 3D сцену як фон операційної системи, а не як статичне зображення; це також може стосуватися шпалер, які циклічно відображаються у списку відтворення, часто з певними ефектами переходу. Деякі операційні системи, такі як операційна система Android, забезпечують рідну підтримку анімованих шпалер.

### Microsoft

#### Windows
Сучасні системи Windows можна налаштувати на регулярний цикл перегляду зображень із папки. Windows власне не підтримує анімовані фони, однак стороннє програмне забезпечення може бути встановлене, щоб мати повну підтримку для розміщення анімованих зображень, відеофайлів, 2D або 3D сцен та вебсторінок як шпалер. Подібну функціональність можна знайти у функції Active Desktop у Windows 98 та пізніших версіях.

### Google

#### Android
Живі шпалери були представлені в Android 2.0 (Eclair), щоб забезпечити рідну підтримку анімованих шпалер. З технічної точки зору, живі шпалери — це програмні додатки, що забезпечують рухоме фонове зображення і можуть дозволяти взаємодію з користувачем або використовувати інші апаратні та програмні функції в пристрої (акселерометр, GPS, доступ до мережі тощо).

### Apple

#### macOS
macOS має вбудовану підтримку через панель «Робочий стіл» та «Заставка» у своїх системних налаштуваннях для перегляду колекції папок із зображеннями за певний проміжок часу або під час входу в систему або пробудження зі сну. Починаючи з macOS Mojave, користувач також може вибрати «Динамічний робочий стіл», який автоматично оновлюється, щоб візуально відповідати часу доби.
Крім того, macOS має рідну можливість запускати заставку на робочому столі; у цій конфігурації заставка відображається під піктограмами робочого столу замість системних шпалер. Однак macOS не має вбудованого інтерфейсу для цього; це потрібно робити за допомогою команд терміналу або різних сторонніх програм.

#### iOS
Динамічно анімовані фони також були представлені в iOS 7 і пізніших версіях, проте вони обмежені тими, що надаються Apple. Пристрої iOS Jailbroken можуть завантажувати інші динамічні фони.

### Linux / Unix

#### GNOME
GNOME 2 також можна налаштовувати на регулярний цикл перегляду зображень із папки, подібно до Windows 7.

#### KDE
KDE версії 4 та пізніших версій надає різні динамічні шпалери, включаючи слайд-шоу та інші опції, передбачені плагінами, такі як фрактали та карта Землі.

#### Enlightenment
Enlightenment v17 підтримує послідовності зображень, анімовані та інтерактивні фони робочого столу у конфігурації за замовчуванням.